# Luisa Margarita Claret de la Touche
Luisa Margarita Claret de la Touche (Saint-Germain-en-Laye, 15 de marzo de 1868-Vische, 15 de mayo de 1915), nacida Marguerite-Céline Claret de la Touche, fue una religiosa católica, de la Orden de la Visitación, y mística francesa, fundadora de la congregación Betania del Sagrado Corazón. Es considerada venerable en la Iglesia católica.

## Biografía
Claret de la Touche nació en el seno de una familia burguesa y de una rigidez religiosa, basada en el cumplimiento de las obligaciones. Estudió pintura y literatura. Gracias a la influencia de un sacerdote decidió entrar en el monasterio de la Visitación de Romans-sur-Isère (monjas salesas) el 20 de noviembre de 1890. Hizo su primera profesión el 17 de octubre de 1892. A partir de 1901, según cuenta en sus escritos, inició a tener visiones del Sagrado Corazón de Jesús.
En 1906, a causa de las leyes anticlericales en Francia, las monjas tuvieron que abandonar el monasterio de Romans. Ella junto a algunas de sus compañeras continuaron haciendo vida de monja refugiadas en Turín (Italia). Al año siguiente fue elegida superiora de la comunidad en el exilio, por un periodo de seis años. Fue durante este periodo que empezó a concebir la idea de un apostolado del Sagrado Corazón para los sacerdotes. En 1914 fundó un monasterio de la Visitación en la localidad de Vische (Provincia de Turín). El 14 de mayo del siguiente año murió en dicho monasterio. En 1918 la comunidad de Vische se separó de la Orden de la Visitación, formando una congregación religiosa con el nombre de Betania del Sagrado Corazón. El instituto emprendió la causa de beatificación de su fundadora en 1937 y el 26 de junio de 2006 fue declarada venerable por el papa Benedicto XVI.